# Ceroma swierstrae
Ceroma swierstrae är en spindeldjursart som beskrevs av Lawrence 1935. Ceroma swierstrae ingår i släktet Ceroma och familjen Ceromidae. Inga underarter finns listade i Catalogue of Life.